# Bengough-Milestone (circonscription saskatchewanaise)
Pour les articles homonymes, voir Bengough et Milestone.
Circonscription électorale provinciale du Canada
Bengough-Milestone est une circonscription électorale provinciale de la Saskatchewan au Canada. Elle est représentée à l'Assemblée législative de la Saskatchewan de 1975 à 1995.

## Liste des députés
| Parlement                                                            | Années                                                               | Député                                                               | Député                                                               | Parti                                                                |
| Bengough-Milestone                                                   | Bengough-Milestone                                                   | Bengough-Milestone                                                   | Bengough-Milestone                                                   | Bengough-Milestone                                                   |
| Nouvelle circonscription issue d'Assiniboia-Bengough et de Milestone | Nouvelle circonscription issue d'Assiniboia-Bengough et de Milestone | Nouvelle circonscription issue d'Assiniboia-Bengough et de Milestone | Nouvelle circonscription issue d'Assiniboia-Bengough et de Milestone | Nouvelle circonscription issue d'Assiniboia-Bengough et de Milestone |
| -------------------------------------------------------------------- | -------------------------------------------------------------------- | -------------------------------------------------------------------- | -------------------------------------------------------------------- | -------------------------------------------------------------------- |
| 18e                                                                  | 1975–1978                                                            |                                                                      | David Hadley Lange                                                   | Néo-démocrate                                                        |
| 19e                                                                  | 1978–1982                                                            |                                                                      | Robert Hugh Pickering                                                | Progressiste-conservateur                                            |
| 20e                                                                  | 1982–1986                                                            |                                                                      | Robert Hugh Pickering                                                | Progressiste-conservateur                                            |
| 21e                                                                  | 1986–1991                                                            |                                                                      | Robert Hugh Pickering                                                | Progressiste-conservateur                                            |
| 22e                                                                  | 1991–1995                                                            |                                                                      | Judy Bradley                                                         | Néo-démocrate                                                        |
| Circonscription remplacée par Weyburn-Big Muddy                      |                                                                      |                                                                      |                                                                      |                                                                      |